# Antonio I Boncompagni
Antonio I Boncompagni, VI duca di Sora, detto anche Antonio I Boncompagni o impropriamente Antonio I Boncompagni Ludovisi (Isola del Liri, 10 aprile 1658 – Isola del Liri, 28 gennaio 1731), è stato un nobile italiano.

## Biografia

### I primi anni
Figlio di Ugo Boncompagni, IV duca di Sora, e di sua moglie Maria Ruffo dei duchi di Bagnara, Antonio I nacque ad Isola del Liri, nel Ducato di Sora, il 10 aprile 1658. La sua posizione di ultimogenito assieme al fratello gemello Filippo (morto di vaiolo nel 1679), lo escluse dalla carriera ecclesiastica che già era stata intrapresa da suo fratello maggiore Giacomo Boncompagni, futuro cardinale. Egli trascorse dunque i primi anni della sua vita all'ombra del resto della famiglia, godendo solo il 20 dicembre 1690 di una pensione annua di 100 ducati d'oro concessagli da papa Alessandro VIII sopra il beneficio della chiesa di Sant'Alberto del Piano di Bologna, di collazione della sua famiglia (probabilmente per ispirarlo ad intraprendere la carriera clericale).

### La congiura del principe di Macchia
La sua figura salì improvvisamente e precipitosamente agli onori delle cronache dell'epoca grazie ad un episodio che lo vide protagonista: dopo il fallito tentativo di scatenare una insurrezione nel Regno di Napoli contro gli spagnoli per consegnarlo nelle mani degli austriaci (noto come congiura di Macchia) e la carcerazione di diversi congiurati ad opera del duca di Medinaceli, uno di costoro, Giambattista di Capua, principe Della Riccia, tentando di raggiungere Roma per porsi in salvo nello Stato della Chiesa, era incappato nei feudi della famiglia Boncompagni con i quali era inoltre imparentato, riuscendo a trovare rifugio per una notte all'interno di una chiesetta nei pressi di Isola del Liri. Antonio, filo-spagnolo convinto come suo padre, non appena seppe di questa notizia, si recò sul posto e diede ordine immediato di arrestare il principe, malgrado il legame di sangue che li univa. Tra le proteste del principe, venne consegnato al marchese Marco Garofalo, vicario della provincia, il quale a sua volta lo inviò a Napoli dove venne imprigionato con gli altri a Castel dell'Ovo. L'episodio all'epoca fece notevole scalpore, attirandogli le ire dei filo-austriaci ed il plauso dei filo-spagnoli, ma sicuramente gli portò anche il biasimo del pontefice il quale si era indignato fortemente per la violazione del sacro diritto d'asilo, perlopiù perché il principe era stato costretto con le armi ad uscire dalla chiesa, luogo sacro dove l'aveva invocato, e per questo minacciò Antonio di una solenne scomunica.
La vicenda di Antonio e del principe Della Riccia giunse sino alle orecchie di Filippo V di Spagna che, intenzionato a sfruttare questo episodio per propria propaganda, decise di premiare pubblicamente il Boncompagni creandolo Gran Siniscalco del Regno di Napoli e nel 1702 lo insignì dell'Ordine del Toson d'oro. Nel 1707 lo nominò anche comandante di una compagnia di cavalieri.

### Un matrimonio d'interesse

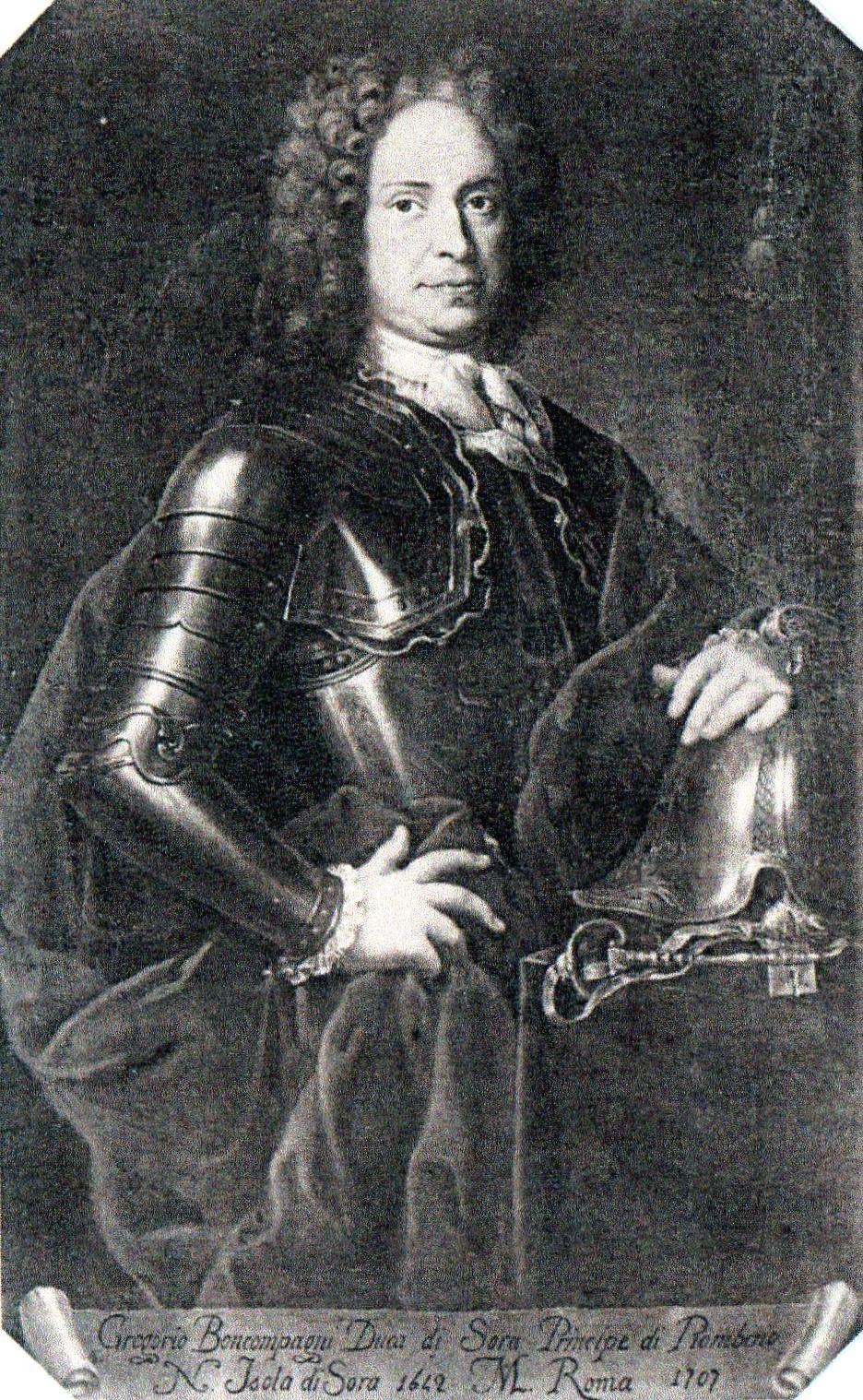
Gregorio Boncompagni, V duca di Sora, fratello maggiore e poi suocero di Antonio

Anche sul piano familiare, nel frattempo, la situazione di Antonio andava crescendo sotto ottimi auspici. Suo fratello Gregorio, nel 1682, aveva sposato Ippolita, figlia ed erede di Niccolò I Ludovisi, principe di Piombino e dell'Isola d'Elba, e pertanto tali diritti erano destinati a passare alla famiglia Boncompagni, anche grazie all'appoggio di Filippo V di Spagna che nel 1701 aveva riconfermato tali privilegi di successione alla famiglia bolognese. Gregorio, ad ogni modo, aveva una sola figlia femmina Maria Eleonora, la quale si trovò così ad essere erede del principato. Gregorio pensò quindi di dare in sposa sua figlia a suo fratello, garantendo così una possibile successione al principato sempre nelle mani dei Boncompagni, ottenendo per questo progetto anche l'approvazione di Filippo V oltre alla dispensa papale per la stretta parentela (sia per le pressioni del re di Spagna sia perché i Boncompagni versarono alla Camera Apostolica la somma di 10.000 scudi). Pertanto Antonio e Maria Eleonora si sposarono il 29 marzo 1702.
Alla morte del fratello Gregorio, il 10 febbraio 1707, Antonio ne ereditò il titolo di duca di Sora.

### Gli ultimi anni
Nel frattempo, però, gli austriaci ottennero il governo del Regno di Napoli e dopo la sua esposizione nei confronti della Spagna questo minacciava le sue fortune. La prima reazione di Antonio fu quella di ritirarsi a Roma in segno di ostilità nei confronti del nuovo governo, ma successivamente pensò che sottomettendosi agli austriaci avrebbe potuto facilmente conservare i propri beni ed i propri feudi e pertanto il 31 agosto 1707 prestò solenne omaggio all'imperatore Giuseppe I. Per quanto tale gesto potesse sembrare forte da parte di un fervido sostenitore degli spagnoli, Antonio fece di tutto per sottolineare la sua "costrizione" a tale cambio di bandiera non prendendo parte attiva né alla vita sociale né di corte né politica del regno.
Tornato da Roma, Antonio I decise di vivere il resto nella sua vita nel suo feudo di Sora, nella provincia di terra di Lavoro, lavorando alacremente per l'implementazione dell'industria di lavorazione delle fibre e di tessitura locali, in particolare a Isola del Liri e ad Arpino, instaurando ampie rotte commerciali con lo Stato Pontificio.
Morì ad Isola del Liri il 28 gennaio 1731, lasciando erede dei suoi titoli e delle sue ricchezze il figlio primogenito Gaetano, il quale come la madre aggiunse il cognome Ludovisi a quello proprio di Boncompagni e godette in successione della stessa anche del titolo di principe di Piombino.

## Matrimonio e figli
Antonio I Boncompagni sposò a Roma nel 1702 la nipote Maria Eleonora Boncompagni Ludovisi (1686-1745), figlia di suo fratello Gregorio I Boncompagni e della principessa Ippolita Ludovisi. 
La coppia ebbe cinque figli:
- Maria Olimpia (29 marzo 1703 - 7 gennaio 1705).
- Niccolò (9 marzo 1704 - 14 marzo 1709).
- Maria Francesca Cecilia (29 marzo 1705 - 4 luglio 1755), sposò nel 1722 Francesco Maria Carafa, IV principe di Belvedere.
- Gaetano (1706-1777). IV principe di Piombino e VII duca di Sora. Sposò nel 1726 la principessa Laura Chigi della Rovere.
- Pietro Gregorio Ottoboni Boncompagni Ludovisi (1709-1747). II duca ex uxore di Fiano. Sposò nel 1730 sua cugina, la duchessa Maria Francesca Ottoboni.

## Albero genealogico
|                                                 |                                  |                                           | Genitori                                        |  |  | Nonni |  |  | Bisnonni                             |  |  | Trisnonni          |  |
|                                                 |                                  |                                           |                                                 |  |  |       |  |  | Gregorio Boncompagni, I duca di Sora |  |  | Papa Gregorio XIII |  |
|                                                 |                                  |                                           |                                                 |  |  |       |  |  | Gregorio Boncompagni, I duca di Sora |  |  | Papa Gregorio XIII |  |
|                                                 |                                  | Maddalena Fulchini                        |                                                 |  |  |       |  |  | Gregorio Boncompagni, I duca di Sora |  |  |                    |  |
| Gregorio Boncompagni, II duca di Sora           |                                  |                                           |                                                 |  |  |       |  |  | Gregorio Boncompagni, I duca di Sora |  |  |                    |  |
|                                                 |                                  | Costanza Sforza                           | Sforza Sforza, X conte di Santa Fiora           |  |  |       |  |  |                                      |  |  |                    |  |
|                                                 |                                  | Costanza Sforza                           | Sforza Sforza, X conte di Santa Fiora           |  |  |       |  |  |                                      |  |  |                    |  |
|                                                 |                                  | Costanza Sforza                           | Luigia Pallavicino                              |  |  |       |  |  |                                      |  |  |                    |  |
| Ugo Boncompagni, IV duca di Sora                |                                  | Costanza Sforza                           |                                                 |  |  |       |  |  |                                      |  |  |                    |  |
|                                                 |                                  | Juan Bautista Zapata y Cisneros           | Francisco Zapata y Cisneros, I conte di Barajas |  |  |       |  |  |                                      |  |  |                    |  |
|                                                 |                                  | Juan Bautista Zapata y Cisneros           | Francisco Zapata y Cisneros, I conte di Barajas |  |  |       |  |  |                                      |  |  |                    |  |
|                                                 |                                  | Juan Bautista Zapata y Cisneros           | Maria Clara de Mendoza                          |  |  |       |  |  |                                      |  |  |                    |  |
| Eleonora Zapata                                 |                                  | Juan Bautista Zapata y Cisneros           |                                                 |  |  |       |  |  |                                      |  |  |                    |  |
|                                                 |                                  | Caterina Brancia                          | Ottavio Brancia, signore di Castelpagano        |  |  |       |  |  |                                      |  |  |                    |  |
|                                                 |                                  | Caterina Brancia                          | Ottavio Brancia, signore di Castelpagano        |  |  |       |  |  |                                      |  |  |                    |  |
|                                                 |                                  | Caterina Brancia                          | Giulia Carafa                                   |  |  |       |  |  |                                      |  |  |                    |  |
| Antonio I Boncompagni Ludovisi, VI duca di Sora |                                  | Caterina Brancia                          |                                                 |  |  |       |  |  |                                      |  |  |                    |  |
|                                                 | Carlo I Ruffo, I duca di Bagnara | Gian Giacomo Ruffo                        |                                                 |  |  |       |  |  |                                      |  |  |                    |  |
|                                                 | Carlo I Ruffo, I duca di Bagnara | Gian Giacomo Ruffo                        |                                                 |  |  |       |  |  |                                      |  |  |                    |  |
|                                                 | Carlo I Ruffo, I duca di Bagnara | Ippolita Spinelli                         |                                                 |  |  |       |  |  |                                      |  |  |                    |  |
| Francesco Ruffo, II duca di Bagnara             | Carlo I Ruffo, I duca di Bagnara |                                           |                                                 |  |  |       |  |  |                                      |  |  |                    |  |
|                                                 |                                  | Antonia Spadafora                         | Federico Spadafora, barone del Biscotto         |  |  |       |  |  |                                      |  |  |                    |  |
|                                                 |                                  | Antonia Spadafora                         | Federico Spadafora, barone del Biscotto         |  |  |       |  |  |                                      |  |  |                    |  |
|                                                 |                                  | Antonia Spadafora                         | Giulia Alliata                                  |  |  |       |  |  |                                      |  |  |                    |  |
| Maria Ruffo                                     |                                  | Antonia Spadafora                         |                                                 |  |  |       |  |  |                                      |  |  |                    |  |
|                                                 |                                  | Vincenzo Ruffo, signore di Santa Severina | Marcello Ruffo                                  |  |  |       |  |  |                                      |  |  |                    |  |
|                                                 |                                  | Vincenzo Ruffo, signore di Santa Severina | Marcello Ruffo                                  |  |  |       |  |  |                                      |  |  |                    |  |
|                                                 |                                  | Vincenzo Ruffo, signore di Santa Severina | Juana de Benavides                              |  |  |       |  |  |                                      |  |  |                    |  |
| Guiomara Ruffo                                  |                                  | Vincenzo Ruffo, signore di Santa Severina |                                                 |  |  |       |  |  |                                      |  |  |                    |  |
|                                                 |                                  | Maria Ruffo, II principessa di Scilla     | Francesco Ruffo, I. principe di Scilla          |  |  |       |  |  |                                      |  |  |                    |  |
|                                                 |                                  | Maria Ruffo, II principessa di Scilla     | Francesco Ruffo, I. principe di Scilla          |  |  |       |  |  |                                      |  |  |                    |  |
|                                                 |                                  | Maria Ruffo, II principessa di Scilla     | …                                               |  |  |       |  |  |                                      |  |  |                    |  |
|                                                 |                                  | Maria Ruffo, II principessa di Scilla     |                                                 |  |  |       |  |  |                                      |  |  |                    |  |